# Vojn Vojnov
Vojn Vojnov (in bulgaro Войн Войнов?, traslitterazione anglosassone: Voyn Voynov; Čepinci, 7 settembre 1952) è un allenatore di calcio ed ex calciatore bulgaro, di ruolo centrocampista.

## Palmarès

### Giocatore

#### Competizioni nazionali
- Campionato bulgaro: 3

Levski Sofia: 1973-1974, 1976-1977, 1978-1979
- Coppa di Bulgaria: 3

Levski Sofia: 1975-1976, 1976-1977, 1978-1979